# Leucoptera oxyphyllella
Leucoptera oxyphyllella là một loài bướm đêm thuộc họ Lyonetiidae. Nó được tìm thấy ở Nhật Bản (Kyushu).
Sải cánh dài khoảng 8 mm. Con trưởng thành bay từ the beginning of tháng 8 và again từ đầu tháng 5. Có hai lứa trưởng thành một năm.
Ấu trùng ăn Euonymus oxyphyllus. Chúng ăn lá nơi chúng làm tổ. 